# Lake Matahina
Der Lake Matahina ist ein Stausee in der Region Bay of Plenty auf der Nordinsel Neuseelands.

## Geographie
Der See liegt im Tal des Rangitaiki River, etwa 22 km südwestlich der Distrikthauptstadt Whakatāne. Östlich flankiert von der Raungaehe Range erstreckt sich der Stausee entlang des ehemaligen Flussbettes des Rangitaiki Rivers über 6 km südwärts. Aufgestaut wurde der See direkt vor der kleinen Māori-Siedlung Te Mahoe, die nun am Fuße des Staudamm liegt.

## Entstehung und Nutzung
Der Stausee dient der Stromerzeugung und der Wasserregulierung. Der Staudamm des Lake Matahina wurde in den 1960er Jahren errichtet. Der im Kern aus Grauwacke und zu beiden Seiten aus verschiedenen Schichten Ignimbrit bestehende Staudamm hat eine Höhe von etwas über 79 m und eine Breite von 396 m am Scheitel und 366 m an der Basis. Die optimale Füllhöhe des Stausees liegt bei 76,2 m. Die beiden Turbinen mit je 36 MW Leistung erzeugen eine Spannung von 11.000 Volt, die anschließend auf 110.000 Volt hochtransformiert wird. Nachdem der See seinen Sollwasserstand erreicht hatte, wurde im Januar 1967 wurde mit der Stromerzeugung begonnen.
Da die Uferbereiche des Sees weitgehend aus steil abfallenden Felsen bestehen, eignet sich der See nicht zum Baden oder anderen Wassersportarten. Angeln ist möglich und erlaubt.

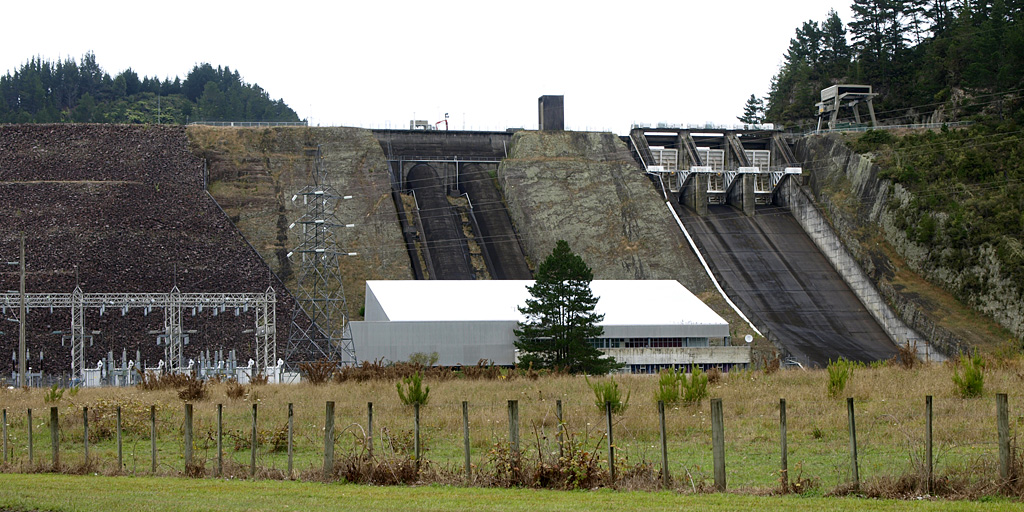
Lake Matahina – Staudamm mit Kraftwerksanlage

## Edgecumbe-Erdbeben
Das Edgecumbe-Erdbeben von 1987 hatte erhebliche Auswirkungen auf den Staudamm. Da dieser nur 23 km vom Epizentrum entfernt war, wurden bei dem Erdbeben der Stärke 6,5 auf der Richterskala Teile des Damms beschädigt. Der Damm verlor Wasser und 3.000 Menschen mussten bis zur Entleerung des Stausees vorübergehend evakuiert werden. 1988 wurde der Damm repariert und in den späten 1990er zusätzlich verstärkt, um auch zukünftigen, eventuell noch stärkeren Erdbeben standhalten zu können. In der NZSOLD/ANCOLD Conference on dams im Jahre 2001 wurde der Staudamm trotzdem weiter in die Risikostufe „hoch“ eingestuft. Damit wird dem Energieversorgungsunternehmen Trustpower, das Besitzer und Betreiber von Staudamm und Kraftwerk ist, ein besonderes Risikomanagement abgefordert.